# Progresīvie
Die Progressiven (lettisch Progresīvie, Latvian: ['pɾɔgɾesiːviɛ]) ist eine grüne und sozialdemokratische Partei in Lettland. Die Partei wurde am 25. Februar 2017 gegründet. Seit dem 4. September 2021 sind die Vorsitzende der Partei Antonina Ņenaševa und Atis Švinka. Die Partei hält 11 Sitze im Stadtrat von Riga und 10 Sitze in der Saeima (Stand 2024).

## Geschichte
Die Partei ist der Nachfolger einer sozialdemokratischen NGO desselben Namens, die am 26. März 2011 gegründet und von Ansis Dobelis geführt worden ist.
Die 2017 gegründete Partei nahm erstmals an der Parlamentswahl 2018 teil. Vor der Wahl erklärte man zunächst, der Allianz AP! beitreten zu wollen, die aus weiteren liberalen bis rechtsliberalen Parteien besteht. Die Progressiven traten der Allianz schließlich doch nicht bei. Sie argumentierten, dass der Nichtbeitritt nötig war um sicherzustellen, dass die linke Politik und der hohen Standard bezüglich politischen Spenden erhalten bliebe. Die Progressiven hatten eine einzigartige Geschlechterparität, da alle Anführer der Wahllisten weiblich waren. Ihr Premierminister-Kandidat war Roberts Putnis. Die Partei gewann keine Sitze in der Saeima, da sie nur 2,61 % der Stimmen erhielt. Dennoch qualifizierte sie sich für die staatliche Parteienfinanzierung von 15.000 € pro Jahr, da sie ein Ergebnis über 2 % der Stimmen erreicht hatte.
2019 nahm die Partei bei der Europawahl 2019 mit dem Slogan „Mehr Europa“ teil. Sie kandidierten als Föderalisten, wobei ihre wichtigsten Themen die Sozialpolitik und grüne Politik waren. Sie erhielten 2,9 % der Stimmen. Am 28. Mai trat Roberts Putnis als Parteivorsitzender zurück. Im selben Jahr organisierten man einen kleinen Protest gegen die türkische Offensive im Nordosten Syriens vor der türkischen Botschaft in Riga, sowie Streikposten gegen eine Arbeitsrechtsreform, von der man annahm, dass sie die Rechte der Arbeitnehmer beeinträchtigen und die Gewerkschaften schwächen würde.
Im Frühjahr 2020 wurde der Stadtrat von Riga aufgelöst und eine vorgezogene Wahl wurde ausgerufen. Aus technischen Gründen und wegen der COVID-19-Pandemie wurde die Wahl auf den 29. August verschoben. Die Partei schmiedete mit der liberalen AP! eine Wahlliste, da ideologische Unterschiede auf kommunaler Ebene nicht so wichtig seien und betonte, dass es wichtig sei, die regierende SDPS-Koalition zu stürzen, da diese in mehreren Korruptionsskandalen verwickelt sei. Die Wahlliste gewann 18 von 60 Sitzen, wovon 9 Mitglieder der Progressiven und 2 unabhängige Stadtaktivisten waren, die mit den Progressiven zur Wahl angetreten waren. Mehrere Parteimitglieder haben seitdem Führungsaufgaben im Stadtrat von Riga übernommen. Mārtiņš Kossovičs steht der gemeinsamen Fraktion vor und Edmunds Cepurītis führte den Haushalt- und Umweltausschuss an. Viesturs Kleinbergs ist Vorsitzender des Ausschusses für soziale Fragen.
Im Rahmen der Parlamentswahl 2022 konnte die Partei erstmals ins nationale Parlament, die Saeima, einziehen und stellt dort zehn Abgeordnete. Zunächst verblieb man in der Opposition, als aber das Kabinett Kariņš II zerbrach, gelang Evika Siliņa die Bildung einer neuen Koalition aus ihrem Wahlbündnis Jaunā Vienotība, dem ZZS und den Progressiven. Im neuen Kabinett Siliņa stellt man seit September 2023 mit Andris Sprūds (Verteidigung), Agnese Logina/Agnese Lāce (Kultur) und Kaspars Briškens/Atis Švinka (Verkehr) drei Minister.

## Wahlergebnisse
| Jahr | Stimmen | Anteil | Mandate | Platz |
| ---- | ------- | ------ | ------- | ----- |
| 2018 | 22.078  | 2,61 % | 0/100   | 10.   |
| 2022 | 56.327  | 6,16 % | 10/100  | 7.    |

| Jahr | Stimmen | Anteil | Mandate | Platz |
| ---- | ------- | ------ | ------- | ----- |
| 2019 | 13.705  | 2,90 % | 0/8     | 9.    |
| 2024 | 38.752  | 7,53 % | 1/9     | 5.    |